# تانغ مينغ هونج
تانغ مينغ هونج (بالصينية: 鄧銘漮) هو لاعب إسكواش صيني، ولد في 23 يوليو 1993 في هونغ كونغ في الصين.

## وصلات خارجية
- تانغ مينغ هونج على موقع الاتحاد الدولي لمحترفي الاسكواش (مؤرشف) (الإنجليزية)
- تانغ مينغ هونج على موقع SquashInfo.com (الإنجليزية)